# 杭绍台高速公路
杭绍台高速公路是浙江省境内一条省级高速公路，属于苏台高速公路的一部分，起点位于绍兴市，终点位于台州市，线路全长162.3公里，于2015年6月30日开工，其中鉴湖枢纽到镜岭互通段于2020年6月28日通车，镜岭互通至括苍枢纽段于2020年12月22日通车，柯岩互通至鉴湖枢纽段于2021年12月25日通车，全线于2022年2月11日通车，二期全长106公里，目前规划中，因杭绍台高速公路与上三高速公路（ 常台高速上虞－三门段）几乎平行，又称“上三高速复线”。

## 互通枢纽与服务设施列表
| 地区                                                                                         | 里程 | 类型                                       | 名称            | 连接                    | 说明                     |
| -------------------------------------------------------------------------------------------- | ---- | ------------------------------------------ | --------------- | ----------------------- | ------------------------ |
| 绍兴市 柯桥区                                                                                |      | 枢纽                                       | 齐贤            | 杭州湾环线高速 钱江隧道 |                          |
| 绍兴市 柯桥区                                                                                |      | 出入口                                     | 齐贤            | 齐贤                    | 限杭州方向入，台州方向出 |
| 绍兴市 越城区                                                                                |      | 出入口                                     | 镜湖            | 兴越路                  |                          |
| 绍兴市 越城区                                                                                |      | 出入口 · 停车场 · 加油设施 · 修车站 · 餐厅 | 柯岩            | 胜利西路                |                          |
| 绍兴市 柯桥区                                                                                |      | 枢纽                                       | 福全            | 柯桥联络线 柯诸高速     |                          |
| 绍兴市 柯桥区                                                                                |      | 出入口                                     | 福全            | 福全                    |                          |
| 绍兴市 越城区                                                                                |      | 枢纽                                       | 鉴湖            | 绍诸高速                |                          |
| 绍兴市 柯桥区                                                                                |      | 出入口                                     | 平水南          | 平水南                  |                          |
| 绍兴市 柯桥区                                                                                |      | 出入口 · 停车场                            | 稽东            | 212省道                 |                          |
| 绍兴市 嵊州市                                                                                |      | 出入口                                     | 谷来            | 谷来                    |                          |
| 绍兴市 嵊州市                                                                                |      | 出入口 · 停车场 · 加油设施 · 修车站 · 餐厅 | 崇仁            | 212省道                 |                          |
| 绍兴市 嵊州市                                                                                |      | 出入口                                     | 嵊州西          | 527国道                 |                          |
| 绍兴市 嵊州市                                                                                |      | 枢纽                                       | 甘霖            | 甬金高速                |                          |
| 绍兴市 新昌县                                                                                |      | 出入口                                     | 澄潭            | 澄潭                    |                          |
| 绍兴市 新昌县                                                                                |      | 出入口 · 停车场                            | 镜岭十九峰 镜岭 | 604县道                 |                          |
| 绍兴市 新昌县                                                                                |      | 出入口                                     | 回山            | 回山                    |                          |
| 台州市 天台县                                                                                |      | 出入口 · 停车场 · 加油设施 · 修车站 · 餐厅 | 街头 天台       | 街头 天台               |                          |
| 台州市 天台县                                                                                |      | 出入口                                     | 雷锋            | 雷锋                    |                          |
| 台州市 临海市                                                                                |      | 出入口                                     | 双港            | 赤白线                  |                          |
| 台州市 临海市                                                                                |      | 枢纽                                       | 括苍            | 台金高速                |                          |
| 台州市 临海市                                                                                |      | 主线出入口 · 主线收费站                    | 括苍            | 括苍                    |                          |
| 1.000 英里 = 1.609 千米；1.000 千米 = 0.621 英里 并行路段 • 已关闭／取消 • 限制进入 • 未开放 |      |                                            |                 |                         |                          |

## 事件与事故
- 2021年5月8日，據紹興交通建設公司通報，當日下午在建的杭甬運河拱橋局部垮塌，但无人员伤亡[10]，事故原因初步认定为多根吊杆系统失效[11]。
- 2022年1月4日，杭绍台高速镜水路1号高架桥左幅桥4#桥墩出现位移，影响高速公路通行安全，位移初步原因为桥下土方不平衡堆载导致4#桥墩位移[12]。

## 重点工程

### 陈家山隧道
全线重点控制性工程，分离式双向四车道隧道，左线全长5964米，右线全长5930米，位于低山丘陵及玄武岩台地区。隧道共设置车行横通道4处，人行横通道9处，洞内变电所1处，坡度-0.85%。隧道最大埋深约250米，以IV级围岩为主，主要为晶屑凝灰岩、角砾凝灰岩、凝灰质砂岩、凝灰质粉砂岩、凝灰质砂砾岩等。出口段位于新昌县澄潭镇马面山村，左洞长3504米，右洞长3500米，由中铁隧道集团杭州公司承建，于2016年10月18日开工建设，左线于2019年8月7日贯通。进口段2445米由中交一公局集团承建。于2019年7月双线完成开挖，2020年6月28日通车。

### 十九峰隧道
原名镜岭隧道，左线全长5510米，右线全长5583米，进口位于镜岭镇大岙村，最大埋深约244米，两洞洞口净距约28米，两线之间设9道人行通道、4道车行横洞、1道变电所、1个通风竖井，洞门左线设计为削竹式，右线设计为半明洞式。隧道主要以III、Ⅳ级围岩为主。进口段由中铁隧道局集团市政工程公司承建，于2016年10月18日开工建设。左线于2019年4月27日贯通，右线于2019年7月5日贯通。2020年12月22日通车。

### 大盘山隧道
是杭绍台高速全线及华东地区最长的公路隧道，左线全长8640米，绍兴段长1759米，台州段长6881米；右线全长8678米，绍兴段长1736米，台州段长6942米。设置一条长1487米，综合坡度9.9%的斜井。地处会稽山、大盘山和大雷山，穿越众多断层，最大埋深约580米。斜井于2017年2月11日开工，于2017年11月15日贯通。主洞于2017年7月开始挖掘，2019年7月1日贯通。2020年12月22日通车。